# Deilocerus planus
Deilocerus planus är en kräftdjursart som först beskrevs av M. J. Rathbun 1900.  Deilocerus planus ingår i släktet Deilocerus och familjen Cyclodorippidae. Inga underarter finns listade i Catalogue of Life.